# 미스 & 미스터
《미스 & 미스터》는 SBS에서 1997년 5월 26일부터 1997년 10월 15일까지 방영한 시트콤이다.
1997년 9월 18일부터 등장인물과 작품 배경을 모두 변경하고 제목도 《미스&미스터2½》로 변경해 별개의 시트콤으로 이어가려 했으나, 방송사와 배우들간의 마찰이 일어나는 초유의 사태가 발생해 불과 개편 한 달 만에 종영되었다.
이후 SBS는 《순풍산부인과》 방영하는 1998년 3월까지 약 6개월간 일일시트콤을 편성하지 않았다. 한편 해당 프로그램(미스 & 미스터)의 외주제작사 아세아네트워크는 해당 프로그램 뿐 아니라 해당 회사(아세아네트워크)에서 외주제작하기도 한 전작 《OK목장》도 실패하여 잇따른 적자를 보자 iTV 개국 첫 연속극인 일일드라마 <가족>(월~금 9시)을 통해 정극 제작에 끼어들었지만 아버지의 젊은 시절 외도에서부터 사생아 폭력배 등 일일극으로는 적합치 못한 내용이 많았던 데다 기존 메이저 지상파 드라마의 문제점을 답습했다는 혹평을 받았다.
그 뒤, 1997년 12월 29일부터 휴방에 들어갔다가 1998년 1월 5일부터 월~금요일 오후 8시 30분에 재개되었으나 경제난 뿐 아니라 동시간대 KBS 1TV 《정 때문에》, MBC 《방울이》탓인지 시청률 부진의 늪에서 벗어나지 못하여 1998년 1월 30일 막을 내렸고 iTV는 <가족>을 끝으로 몇년동안 일일드라마를 편성하지 않았다.

## 방송 시간
SBS 8 뉴스의 시간대 변경에 따라 방송 시간대가 변경되었다.
| 방송 채널 | 방송 기간                          | 방송 시간                            | 방송 분량 |
| --------- | ---------------------------------- | ------------------------------------ | --------- |
| SBS       | 1997년 5월 26일 ~ 1997년 6월 27일  | 매주 월 ~ 금 저녁 7시 5분 ~ 7시 30분 | 25분      |
| SBS       | 1997년 6월 30일 ~ 1997년 10월 15일 | 매주 월 ~ 금 저녁 7시 30분 ~ 8시     | 30분      |

## 기획 의도
젊은 남녀들의 직장과 가정에서의 이야기를 다룬 드라마.

## 줄거리
- 1기 : 광고 회사를 배경으로 한지붕 4남녀 사랑을 그린다.
- 2기 : 남길네 가족이 미국으로 이민간 후, 한 달 뒤의 이야기로 장난감 제조회사를 배경으로 사랑 이야기를 그린다.

## 출연진

### 1기
- 최민식 : 남길의 동료, 광고회사 PD
- 박성미 : 혜수의 언니
- 김혜수 : 미경의 후배, 간호사 (중도하차)
- 이진우 : 남길의 동료, 영화감독이 꿈
- 강남길 : 해외 근무를 떠나는 남편
- 이미경 : 남길의 아내
- 추은주 : 재수생 은주
- 이현화, 정진경, 장나라 : 지방에서 올라온 스타 지망생
- 김원희 : 진우의 신부감, 시골처녀
- 이성용
- 이다도시
- 김린
- 고지아

### 2기
- 최종원 : 장난감 제조회사 사장
- 전양자 : 사장의 부인
- 김원희 : 사장의 딸, 사고뭉치
- 이훈 : 사장의 집에 하숙하는 디자이너
- 김형일 : 장난감 제조회사 부장
- 홍진희 : 부장의 아내
- 박철 : 부장의 남동생, 3류 시나리오 작가
- 서재경 : 부장의 남동생, 중학교 야구선수
- 이성용 : 장난감 제조회사 직원
- 이다도시 : 장난감 제조회사 직원
- 고지아 : 장난감 제조회사 직원
- 로버트 할리
- 김린
- 이한우
- 최준용
- 김나운

## 결방
- 6월 5일 : 5시 20분부터 특별 생방송 《기아체험 24시간》 편성
- 6월 12일 : 7시부터 코리아컵 국제축구 《 한국 VS 이집트 》 중계방송 편성
- 6월 17일 : 5시 20분부터 1997년 FIFA 세계 청소년 축구 선수권 대회 《한국 VS 남아프리카 공화국》 중계방송 편성
- 6월 19일 : 5시 20분부터 1997년 FIFA 세계 청소년 축구 선수권 대회 《한국 VS 프랑스》 중계방송 편성
- 6월 23일 : 6시 30분부터 《97 서울국제패션 컬렉션》 전야제 편성
- 6월 30일 : 7시부터 《황수관 박사의 신바람 건강법 실전 편》 '치매 걱정 없는 두뇌건강법' 편성
- 7월 25일 : 6시 10분부터 프로야구 《LG 트윈스 VS 삼성 라이온즈》 중계방송 편성
- 9월 3일 : 5시 50분부터 《한국방송대상》시상식 편성
- 9월 5일 : 6시 35분부터 특집 생방송 《충전 100%쇼 》 편성
- 9월 10일 : 6시 10분부터 프로야구 《해태 타이거즈 VS LG 트윈스》 중계방송 편성
- 9월 15일 : 6시 30분부터 추석특집 《도전 불가능은 없다》 편성
- 9월 16일 : 6시 30분부터 추석특집 코미디 뮤지컬 《홍도 VS 금순》 편성
- 9월 17일 : 추석 특집 프로그램 편성
- 10월 9일 : 5시 50분부터 프로야구 준플레이오프 3차전 《삼성 라이온즈 VS 쌍방울 레이더스》 중계방송 편성
- 10월 10일 : 6시 10분부터 《안양 SBS 스타즈 탄생 1주년 기념 가을 대잔치》 편성

## 참고 사항
- 당초 주병진과 이본이 남녀 주인공으로 낙점됐지만 출연을 포기하여 최민식과 박성미가 대신 출연하였다.[8]
- 김혜수는 방청객 앞에서 연기하는 시트콤이 자신의 이미지와는 맞지 않는 점, 영화 <투 타이어드 투 다이> 미국 로케 일정을 이유로 10회 만에 중도하차하였다.[9][10]
- 김혜수가 하차한 자리는 이현화, 정진경, 장나라가 메웠다.[11]
- 하지만 김혜수가 맡은 배역이 줄거리 상 중요한 역할이었기에 이후 핵심 줄거리가 꼬여버리는 사태가 발생했고, 결국 SBS측이 등장인물과 작품 배경을 변경하고 제목도 《미스&미스터2½》로 변경해서 이어가려는 초강수를 두었지만 결국 방영한지 6개월을 약간 못 채우고 종영되고 말았다.